# Eleanor Holm

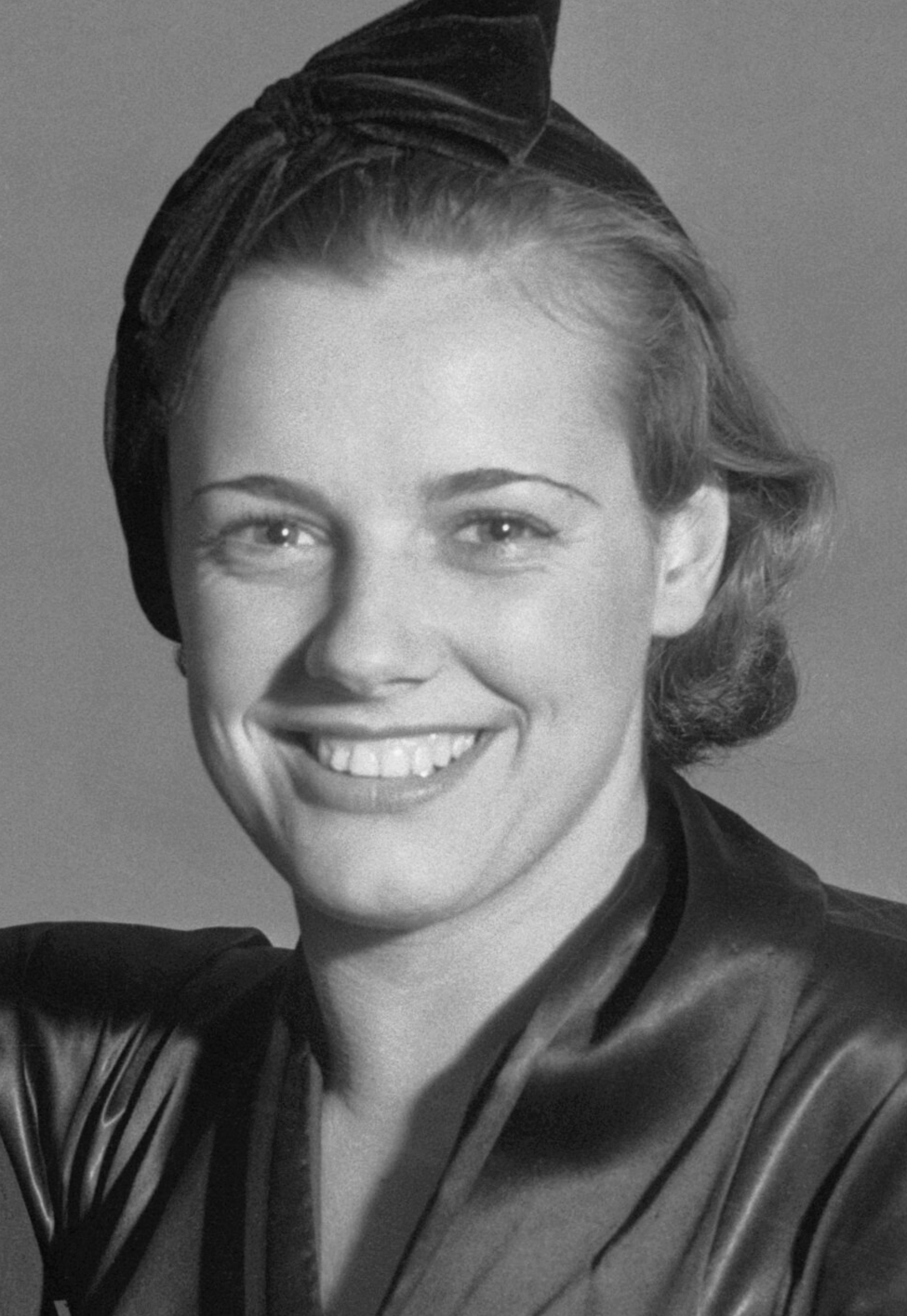
Eleanor Holm (1932)

Eleanor Holm Whalen (* 6. Dezember 1913 in Brooklyn; † 31. Januar 2004 in Miami) war eine US-amerikanische Schwimmerin. Sie stellte sieben Weltrekorde auf und gewann 29 nationale Meistertitel.

## Leben
Nach ihrer ersten Olympiateilnahme im Jahr 1928 gewann Eleanor Holm bei den Olympischen Spielen 1932 in Los Angeles die Goldmedaille über 100 Meter Rücken. 1932 wurde sie unter die WAMPAS Baby Stars des Jahres gewählt.
Der dritte Olympiastart 1936 in Berlin blieb Eleanor Holm versagt, nachdem sie vom damaligen Präsidenten des amerikanischen Olympischen Komitees, Avery Brundage, auf der neuntägigen Überfahrt von New York City nach Cherbourg aus dem Team ausgeschlossen worden war. Die gut aussehende und als überaus lebenslustig geltende Schwimmdiva hatte mit den Journalisten allabendlich ausschweifende Partys gefeiert. Sie wurde daraufhin von Associated Press engagiert, um vor Ort über die Olympischen Spiele zu berichten.
Nach dem Ende ihrer sportlichen Karriere trat sie unter anderem 1938 als Jane in einem Tarzan-Film sowie in Schwimmshows zusammen mit Johnny Weissmüller und Buster Crabbe auf. Im Jahr 1966 wurde sie in die Ruhmeshalle des internationalen Schwimmsports aufgenommen.
Eleanor Holm war von 1933 bis 1938 mit dem Bandleader und Sänger Art Jarrett verheiratet. 1939 heiratete sie den Theaterproduzenten und Songtexter Billy Rose. Diese Ehe hielt bis 1954. Einige Monate später heiratete sie ein drittes Mal. Eleanor Holm starb im Alter von 90 Jahren an Nierenversagen.